# N'Gourti
N'Gourti ou Ngourti est est une commune rurale du Niger appartenant au département de N'Guigmi dans la région de Diffa. Elle comptait environ 52 000 habitants selon le dernier recensement général de la population de 2013. Elle a une superficie de 98 000 km2.

## Géographie
Elle est située à environ 250 kilomètres au nord de la capitale régionale Diffa.
| Fachi      | Bilma              |       |
| Tesker     | N'Gourti           | Tchad |
| N'Guelbély | Kabléoua, N'Guigmi |       |

## Population
Il s'agit d'une région nomade multiethnique où cohabitent principalement trois groupes ethniques nomades : les Toubous, les Arabes et les Fulanis. Il y a des minorités de Haoussas et de Zarmas. En raison de l'origine nomade de la région, l'origine historique du village est inconnue, mais le nom du lieu dériverait du Kanuri n'gurtu, qui signifie « hippopotame ». Le village a été le point d'arrivée et de départ d'étapes du Rallye Dakar 1990,.